# Jemeljan Ivanovič Pugačov
Jemeljan Ivanovič Pugačov (oko 1742. – 1775.), Donski kozak, vođa velikog seljačkog ustanka, koji je izbio 27. rujna 1773. godine
Nasuprot omrznutoj vlasti carice Katarine II, proglasio je da je on u stvari  car Petar III, koji je bio svrgnut i ubijen 1762. Potpomognut od seljačkih masa bespravnih naroda Urala, Povolžja i dijela Sibira, našao je pristaše i među rudarima i radicima iz ruskih manufaktura. Bio je sposoban i energičan organizator i vojnik, pa su u prvo vrijeme ustanici postigli značajne uspjehe. Konačno su znatno jače carske snage porazile ustaničku vojsku. Pugačov je uhvaćen, odveden u Moskvu i tamo pogubljen.
Pugačov je jedan od glavnih likova Puškinova romana "Kapetanova kći".